# Навашино
Навашино (рус. Навашино) град је у Русији у Нижњеновгородској области. Према попису становништва из 2010. у граду је живело 16416 становника.

## Становништво
| 1959.  | 1970.  | 1979.  | 1989.  | 2002.  | 2010.  |
| ------ | ------ | ------ | ------ | ------ | ------ |
| 12.460 | 16.656 | 17.490 | 18.946 | 17.810 | 16.416 |